# Кымджон (станция метро)
«Кымджон» (кор. 금정역) — пересадочная наземная (открытая) станция Сеульского метро на Первой и Четвёртой (ветка Ансан) линиях. Станция представлена 3 платформами и 8 путямиː две платформы используются как боковые для обеих линий — каждая для двух линий что бы осуществлять пересадку между 1 и 4 линиями, третья — относится к 4 линии, но не используется. Одна из 4 станций на территории Кунпхо. Станция обслуживается корпорацией железных дорог Кореи (Korail). Расположена в квартале Кымджон-дон города Кунпхо (провинция Кёнгидо, Республика Корея). На станции установлены платформенные раздвижные двери.
Пассажиропоток — на 1 линии 58 326 чел/день (на январь-декабрь 2012 года). Станция является важным пересадочным узлом.
Станция была открыта 25 октября 1988 года, на четвёртой линии — 15 января 1993 года.
Это одна из 14 станций ветки Ансан (Ansan Line) Четвёртой линии, которая включает такие станцииː Кымджон (443), Санбон, Сурисан, Дэями, Банвол, Санноксу, Университет Ханян в Ансане, Чунан, Коджан, Чходжи, Ансан, Синилончхон, Чонван, Оидо (456). Длина линии — 26 км.